# Ginogénesis
En biología la ginogénesis es una forma de partenogénesis en la que el óvulo requiere ser activado por la presencia de esperma, aunque éste no contribuya con su ADN a la descendencia. El óvulo es capaz de desarrollarse sin ser fertilizado, poseyendo únicamente el material genético materno.El ADN paterno se disuelve o se destruye antes de que pueda fusionarse con el óvulo.

Las especies ginógenas son unisexuales (están formadas únicamente por hembras), pero deben aparearse con machos de especies estrechamente relacionadas que se reproducen sexualmente. Desde un punto de vista evolutivo, este modo de reproducción plantea cuestiones que no han sido resueltas, dado que parece combinar las desventajas tanto de la reproducción asexual y como de la sexual. Por un lado, los machos de la otra especie no contribuyen con su ADN a la siguiente generación, pero por otro, las hembras ginogénicas dependen de encontrar un macho de otra especie para completar su reproducción.

## Ejemplos

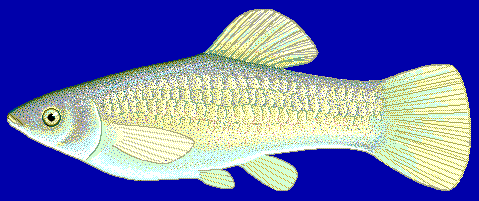
Poecilia Formosa

La mayoría de las especies ginogénicas son vertebrados peces o anfibios.

La especie Poecilia formosa requiere del esperma de machos la especie Poecilia latipinna. Se ha descubierto que los machos de P. latipinna prefieren en realidad aparearse con hembras de su propia especie, lo que confiere una desventaja para P. formosa, pero que es capaz de compensar al producir aproximadamente el doble de descendientes que su competidora.
Ambystoma platineum es una especie unisexual de salamandra que es el resultado de la hibridación entre Ambystoma jeffersonianum y Ambystoma laterale. Los individuos de A. platineum suelen vivir próximos a cualquiera de las dos especies parentales debido a la necesidad de utilizar su esperma para facilitar reproducción.
La especie de hormiga Myrmecia impaternata está formada únicamente por hembras con su origen híbrido que se remonta a un cruce entre Myrmecia banksi y Myrmecia pilosula. En las especies de hormigas, el sexo está determinado por el sistema haplodiploide, donde los huevos sin fertilizar se convierten en machos haploides y los huevos fertilizados en hembras diploides. En esta especie, la reina se reproduce a través de interacción sexual con machos de otra especie pero sin que exista fertilización.